# Aszyryn
Aszyryn – jezioro w Polsce, w województwie podlaskim, w powiecie sejneńskim, w gminie Sejny.

## Położenie i opis
Jezioro położone jest we wschodniej części powiatu sejneńskiego, na terenie Pojezierza Wschodniosuwalskiego. Akwen od południa otoczony jest lasami należącymi do nadleśnictwa Pomorze. Od północy do jeziora przylega luźna zabudowa wsi Folwark-Berżniki. Jest to dość płytki, niewielki zbiornik wodny z wyraźnym głęboczkiem w centralnej części. Jezioro leży w zlewni rzeki Marycha.

## Hydronimia
Jezioro pojawia się w źródłach – w 1569 jako Oszerÿnis, a następnie Aszerynis (1679), Aserynis (1736), Aszarynis (1888, 1915, 1929), Aszaryń (1960), Aszarynis (1972), Aszyryn (1976), Aszaris (1996), Aszarynis (1999), Aszyryn (2006). Państwowy rejestr nazw geograficznych jako nazwę zestandaryzowaną akwenu podaje Aszyryn, wymieniając nazwę oboczną Aszarynis.

## Morfometria
Według danych Instytutu Meteorologii i Gospodarki Wodnej powierzchnia zwierciadła wody jeziora wynosi 12,6 ha, natomiast A. Choiński, poprzez planimetrowanie na mapach 1:50 000, określił wielkość jeziora na 11 ha.
Średnia głębokość zbiornika wodnego to 3,6 m, a maksymalna – 7,8 m. Objętość jeziora wynosi 453,6 tys. m³. Maksymalna długość jeziora to 1000 m, a szerokość 235 m. Długość linii brzegowej wynosi 2200 m.
Według Atlasu jezior Polski (red. J. Jańczak, 1997) lustro wody znajduje się na wysokości 127,7 m n.p.m., natomiast według numerycznego modelu terenu udostępnionego przez Geoportal lustro wody znajduje się na wysokości 128 m n.p.m.
Według Mapy Podziału Hydrograficznego Polski leży na terenie zlewni szóstego poziomu Zlewnia jez. Kunis. Identyfikator MPHP to 648547.

## Zagospodarowanie
Administratorem wód jeziora jest Regionalny Zarząd Gospodarki Wodnej w Białymstoku. Utworzył on obwód rybacki, który obejmuje wody jeziora (Obwód rybacki jeziora Aszyrynis w zlewni rzeki Marycha nr 22). Gospodarkę rybacką na jeziorze prowadzi osoba prywatna, dzierżawiąca akwen od administratora.

## Ochrona środowiska
Jezioro znajduje się na obszarze chronionego krajobrazu o nazwie Pojezierze Sejneńskie oraz w granicach dwóch obszarów sieci Natura 2000: specjalnego obszaru ochrony siedlisk Pojezierze Sejneńskie PLH200007 i obszaru specjalnej ochrony ptaków Puszcza Augustowska PLB200002.